# 小行星9847
小行星9847（英語：9847）是一颗围绕太阳公转的小行星。1990年8月25日，亨利·E·霍爾特在帕洛马山发现了此天体。
这颗小行星的绝对星等为0.19537等。